# Chasing Ice
Chasing Ice est un film documentaire américain réalisé par Jeff Orlowski en 2012.
Il a été présenté au Festival de Sundance 2012, où il a remporté le Prix de la meilleure photographie, et il est nommé à l'Oscar de la meilleure chanson originale en 2013 pour Before My Time de J. Ralph (en).

## Synopsis
Le film traite des efforts du photographe James Balog et son Extreme Ice Survey (en) pour dénoncer les effets du changement climatique.

## Fiche technique
- Titre : Chasing Ice
- Réalisation : Jeff Orlowski
- Genre : film documentaire
- Musique : J. Ralph
- Langue : anglais
- Durée : 80 minutes
- Pays d'origine : États-Unis
- Dates de sortie :
  -  Festival de Sundance 2012 : 23 janvier 2012
  -  États-Unis : 16 novembre 2012

## Accueil
Le film a reçu un accueil très positif. Il obtient une note de 95 % sur l’agrégateur de critiques Rotten Tomatoes, basé sur 62 critiques.